# East Liverpool
East Liverpool város az Amerikai Egyesült Államok Ohio államában, Columbiana megyében. Lakosainak száma 9958 fő (2020. április 1.).

## Népesség
A település népességének változása:

| 2010 | 11 195 |
| 2020 | 9 958  |